# Matilde Jorge
Matilde Jorge (* 7. April 2004 in Guimarães) ist eine portugiesische Tennisspielerin und die jüngere Schwester von Francisca Jorge, die ebenfalls professionelle Tennisspielerin ist.

## Karriere
Jorge begann im Alter von fünf Jahren mit dem Tennissport und spielt hauptsächlich auf der ITF Women’s World Tennis Tour, wo sie bislang zwei Titel im Einzel und 25 Titel im Doppel gewinnen konnte. Außerdem gewann sie zwei WTA-Challenger-Doppeltitel in Oeiras.
2020 wurde Matilde Jorge, die für den CT Guimarães spielt, nationale Meisterin im Dameneinzel unter 16 Jahren. Im Finale besiegte sie Mafalda Guedes vom Verein ET Maia mit 7:5 und 6:4.
Für die Oeiras Ladies Open 2021 erhielt sie zusammen mit ihrer Partnerin Maria Santos eine Wildcard für das Hauptfeld im Damendoppel.
Im Jahr 2020 spielte Jorge erstmals für die portugiesische Billie-Jean-King-Cup-Mannschaft; ihre Billie-Jean-King-Cup-Bilanz weist bislang 14 Siege bei 5 Niederlagen aus.

## Turniersiege

### Einzel
| Nr. | Datum             | Turnier         | Kategorie | Belag     | Finalgegnerin      | Ergebnis      |
| --- | ----------------- | --------------- | --------- | --------- | ------------------ | ------------- |
| 1.  | 8. September 2024 | Leiria          | ITF W35   | Hartplatz | Anastasia Kulikova | 1:6, 6:2, 6:1 |
| 2.  | 8. Juni 2025      | Montemor-o-Novo | ITF W50   | Hartplatz | Francisca Jorge    | 6:1, 6:3      |

### Doppel
| Nr. | Datum              | Turnier                  | Kategorie      | Belag             | Partnerin          | Finalgegnerinnen                               | Ergebnis                 |
| --- | ------------------ | ------------------------ | -------------- | ----------------- | ------------------ | ---------------------------------------------- | ------------------------ |
| 1.  | 5. Oktober 2019    | Santarém                 | ITF W15        | Hartplatz         | Celia Cerviño Ruiz | Sara Lanca Jekaterina Schalimowa               | 6:3, 6:2                 |
| 2.  | 4. Dezember 2021   | Lousada                  | ITF W15        | Hartplatz (Halle) | Celia Cerviño Ruiz | Jasmijn Gimbrère Alicia Smith                  | 6:1, 6:4                 |
| 3.  | 14. Mai 2022       | Santa Margherita di Pula | ITF W25        | Sand              | Francisca Jorge    | Martina Colmegna Lisa Pigato                   | 7:5, 0:6, [11:9]         |
| 4.  | 21. Mai 2022       | Montemor-o-Novo          | ITF W25        | Hartplatz         | Francisca Jorge    | Alana Parnaby Prarthana Thombare               | 6:3, 6:4                 |
| 5.  | 16. Juli 2022      | Guimarães                | ITF W25        | Hartplatz         | Francisca Jorge    | Sarah Beth Grey Jamie Loeb                     | 6:3, 6:1                 |
| 6.  | 3. September 2022  | Leiria                   | ITF W25        | Hartplatz         | Francisca Jorge    | Choi Ji-hee Natalija Stevanović                | 6:4, 6:0                 |
| 7.  | 1. Oktober 2022    | Lissabon                 | ITF W25        | Sand              | Francisca Jorge    | Irene Burillo Escorihuela Andrea Lázaro García | 6:2, 6:2                 |
| 8.  | 15. Oktober 2022   | Quinta do Lago           | ITF W25        | Hartplatz         | Francisca Jorge    | Ku Yeon-woo Adrienn Nagy                       | 6:4, 6:4                 |
| 9.  | 23. Oktober 2022   | Loulé                    | ITF W25        | Hartplatz         | Francisca Jorge    | Lee Pei-chi Wu Fang-hsien                      | 6:3, 7:5                 |
| 10. | 19. November 2022  | Funchal                  | ITF W25        | Hartplatz         | Francisca Jorge    | Joëlle Steur Stéphanie Visscher                | 5:7, 7:5, [10:7]         |
| 11. | 11. März 2023      | Bengaluru                | ITF W40        | Hartplatz         | Francisca Jorge    | Valentini Grammatikopoulou Eden Silva          | 5:7, 6:0, [10:3]         |
| 12. | 18. März 2023      | Palmanova                | ITF W25        | Sand              | Francisca Jorge    | Ekaterine Gorgodse Iryna Schymanowitsch        | 6:1, 3:6, [10:8]         |
| 13. | 25. März 2023      | Palmanova                | ITF W25        | Sand              | Francisca Jorge    | Ekaterine Gorgodse Iryna Schymanowitsch        | 2:6, 6:3, [10:8]         |
| 14. | 8. Juli 2023       | Cantanhede               | ITF W25        | Teppich           | Francisca Jorge    | Madeleine Brooks Holly Hutchinson              | 6:3, 6:3                 |
| 15. | 16. September 2023 | Leiria                   | ITF W25        | Hartplatz         | Francisca Jorge    | Sofia Costoulas Jenny Dürst                    | 7:5, 7:65                |
| 16. | 23. September 2023 | Caldas da Rainha         | ITF W60        | Hartplatz         | Francisca Jorge    | Ashley Lahey Tian Fangran                      | 6:1, 2:6, [10:7]         |
| 17. | 20. April 2024     | Oeiras                   | WTA Challenger | Sand              | Francisca Jorge    | Harriet Dart Kristina Mladenovic               | 6:0, 6:4                 |
| 18. | 27. April 2024     | Oeiras                   | ITF W100       | Sand              | Francisca Jorge    | Jana Sisikowa Wu Fang-hsien                    | 6:2, 6:0                 |
| 19. | 7. September 2024  | Leiria                   | ITF W35        | Hartplatz         | Sarah Beth Grey    | Bianca Fernandez Radka Zelníčková              | 7:61, 6:2                |
| 20. | 28. September 2024 | Lissabon                 | ITF W75        | Sand              | Francisca Jorge    | Yvonne Cavallé Reimers Ángela Fita Boluda      | 7:65, 6:4                |
| 21. | 12. Oktober 2024   | Quinta do Lago           | ITF W50        | Hartplatz         | Justina Mikulskytė | Magali Kempen Lara Salden                      | 2:6, 6:4, [14:12]        |
| 22. | 1. Februar 2025    | Porto                    | ITF W50        | Hartplatz (Halle) | Francisca Jorge    | Lucija Ćirić Bagarić Kristina Novak            | 6:3, 6:2                 |
| 23. | 15. Februar 2025   | Birmingham               | ITF W50        | Hartplatz (Halle) | Francisca Jorge    | Viktória Hrunčáková Alicja Rosolska            | 6:2, 4:6, [10:5]         |
| 24. | 8. März 2025       | Porto                    | ITF W75        | Hartplatz (Halle) | Francisca Jorge    | Cho I-hsuan Cho Yi-tsen                        | 0:6, 7:64, [10:8]        |
| 25. | 20. April 2025     | Oeiras                   | WTA Challenger | Sand              | Francisca Jorge    | Anastasia Dețiuc Patricia Maria Țig            | 6:1, 6:2                 |
| 26. | 26. April 2025     | Oeiras                   | ITF W100       | Sand              | Francisca Jorge    | Aleksandra Krunić Sabrina Santamaria           | 6:77, 6:1, [1:0] Aufgabe |
| 27. | 17. Mai 2025       | Zagreb                   | ITF W75        | Sand              | Francisca Jorge    | Lucija Ćirić Bagarić Witalija Djatschenko      | 6:2, 6:0                 |